# 人生交換プログラム ライ⇔トレ
『人生交換プログラム ライ⇔トレ』（じんせいこうかんプログラム ライ⇔トレ）は、関西テレビ放送で不定期放映されるバラエティ番組。

## 概要
見ず知らずの2人の女性が、一週間の「交換生活」を送る。
実際に職場と自宅を交換し、相手の生活を体験。見知らぬ土地での様々な出会いを経て、1週間後 元の生活へと戻る。
2人の女性は、スタジオで初めてお互いの素性を知る。

## 放送日
すべてJST。
- 2007年11月17日（土）14:25 - 15:55

フジテレビでは2008年3月3日の登龍門の他、さくらんぼテレビでは2008年2月14日、テレビ愛媛では2008年3月1日、山陰中央テレビでは2008年4月27日で放送された。
- 2008年4月20日（日）24:35 - 26:05（ハイビジョン制作）
- 2008年8月10日（日）16:05 - 16:20（この放送からフジテレビ系の全国ネット）

## 出演者
- 中島知子（オセロ）
- バナナマン
  - 設楽統
  - 日村勇紀

第1回ゲスト
- 山本モナ
- 水野裕子
- 和希沙也
- 東原亜希

第2回ゲスト
- 滝沢沙織
- 西川史子
- 安田美沙子
- 優木まおみ

ナレーター
- 山口繭

## スタッフ
- 構成：山際良樹、安部裕之
- 美術プロデューサー：小美野淳一
- 美術デザイン：高松浩則
- 装置：尻無浜宏人、杉井麻友子
- TP：深谷高史
- SW：岩田一己
- CAM：宮崎健司
- VE：水野博道
- 音声：奈良岡純一
- 照明：本沢啓史（FLT）
- 編集：田沢智史
- MA：阿左美茂樹
- TK：藤井佑季（TBG）
- 音効：高田智彰（ヴェントゥオノ）
- 美術協力：アックス、東宝舞台、東京美工、コマデン
- 技術協力：ニユーテレス、IMAGICA
- 広報：原澄子（KTV）
- 制作スタッフ：安中慎洸
- ディレクター：三好剛、近藤花央、森岡美桜、武田喜栄
- 演出：佐藤基
- プロデューサー：小寺健太（KTV）、福浦与一、石川直美
- 制作：関西テレビ、IVSテレビ制作